# Julie & Nina
Julie & Nina er en duo fra Danmark og Grønland, der består af Julie Berthelsen og Nina Kreutzmann Jørgensen, som både er fra Danmark og Grønland. De har kendt hinanden i mere end 20 år, hvor de har arbejde som succesfulde solister. De deltog sammen i Dansk Melodi Grand Prix 2019 med sang nr 7 “Leauge of Light”, hvor de kom på en 2. plads med 35 procent af stemmerne. “League of Light“ er skrevet og komponeret af Julie Berthelsen, Nina Kreutzmann Jørgensen, Marcus Winther-John og Joachim Ersgaard. Efter DR havde afsløret stemmetallene for superfinalen, blev det vist, at Julie & Nina var seernes vinder mens Leonora var juryens vinder.

## League Of Light
"League Of Light" handler om fællesskabet eller manglen på samme mellem Grønland og Danmark. I sangen synger de på engelsk, men også på grønlandsk, som er den anden gang der er blevet sunget på grønlandsk i Dansk Melodi Grand Prix.

## Grønland
Både Julie og Ninas forældre stammer fra Grønland. Nu bor Nina i Nuuk, mens Julie bor i Solrød.